# Carol-Emil Kovacs
Carol-Emil Kovacs (n. 19 februarie 1954) este un fost deputat român în legislatura 1996-2000, ales în județul Olt pe listele Partidului Național Liberal. În noiembrie 2008 a candidat pentru un loc în Senatul României în Colegiul 1 din județul Olt.A fost director al Colegiului Național "Ion Minulescu" Slatina, nefiind totuși apreciat pozitiv de elevii si profesorii instituției.